# زيب 2
زيب 2 (بالإنجليزية: Zip 2)‏ هي شركة ناشئة تأسست على يد إيلون ماسك وأخيه كيمبال ماسك وغريك كوري سنة 1995، هدفها مساعدة وسائل الإعلام والصحف على التطور داخل عالم الويب والإنترنت.